# Godeni, Argeș
Godeni este satul de reședință al comunei cu același nume din județul Argeș, Muntenia, România.

## Personalități
- Eugeniu Gh. Proca (n. 12 ianuarie 1927 - d. 7 martie 2004), medic, membru de onoare al Academiei Române, fondator al Societății Române de Urologie. A efectuat primele transplanturi renale din România.
- Ileana Mălăncioiu (n. 23 ianuarie 1940), poetă contemporană și eseistă română.